# アデレード・ストリート (ブリスベン)
座標: 南緯27度28分00秒 東経153度01分39秒 / 南緯27.466774度 東経153.027492度

アデレイド・ストリート(Adelaide Street) はオーストラリアクイーンズランド州ブリスベンにある通りであり、クイーン・ストリートやアン・ストリートに平行している。
通り沿いには、ブリスベン・シティーホール、キングジョージ・スクエア、アンザック・スクエア、アンザック・スクエア・アーケード（同所には戦没者慰霊碑 (ブリスベン)がある）、ブリスベン法廷総合地区、ブリスベン・スクエア、ポストオフィス・スクエア、などがある。

毎年4月25日には、オーストラリアの退役兵によるANZACの日のパレードがここで行われ、明け方の礼拝がアデレイド・ストリートのアンザック・スクエアにある戦没者慰霊碑で行われる。
アデレイド・ストリートは、毎年4月25日のANZACの日のアンザック・デイの礼拝およびパレードによく放映され、シティーホールに隣接するキング・ジョージ・スクエアのクイーンズランド州総督による退役兵の敬礼等を含むパレードが放送される。
アデレイド・ストリートはバス停が多くあるエリアとしても知られる。また、キング・ジョージ・スクエア・バス駅の入り口がアデレード・ストリートにある。
アデレイド・ストリートは1975年にブリスベン・アドミニストレーター・センターの工事に伴いジョージ・ストリートからノース・キーまで延長された。

## ギャラリー

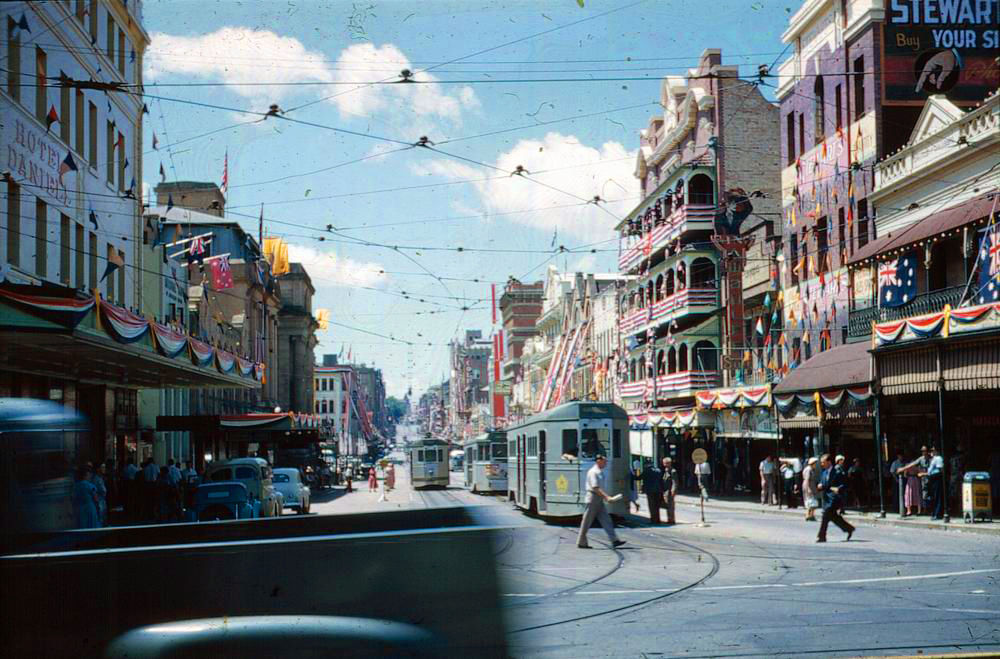
1954年、アデレイド・ストリートを走っていたトラム。エリザベス2世訪問に備え、街やトラムが装飾されている
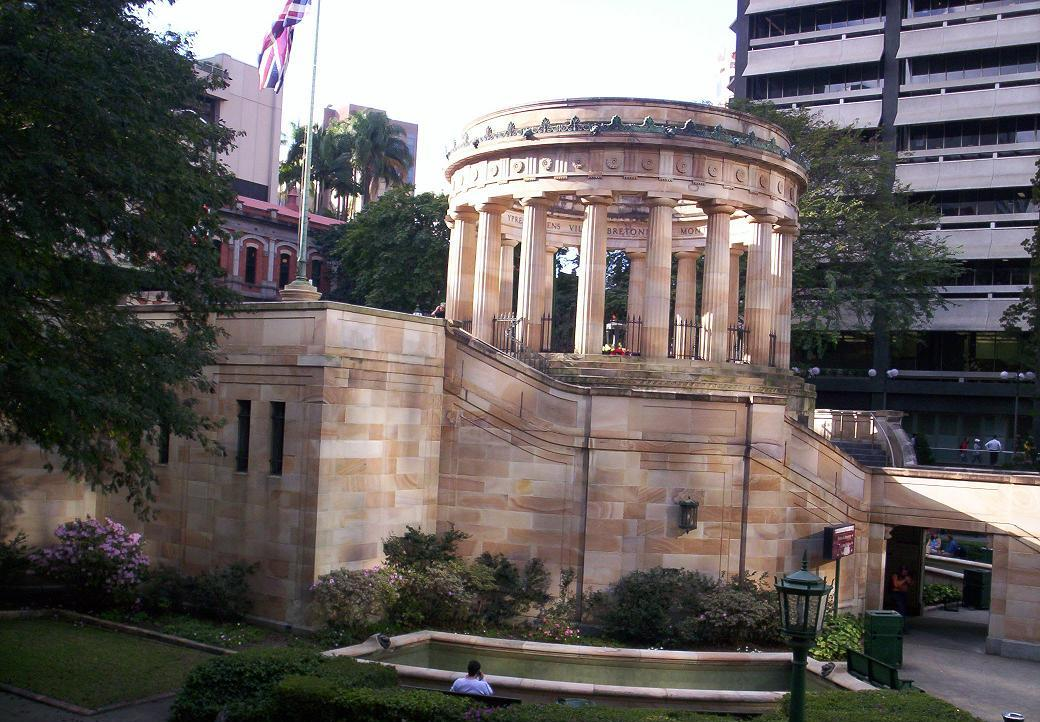
アンザック・スクエアにある戦没者慰霊碑
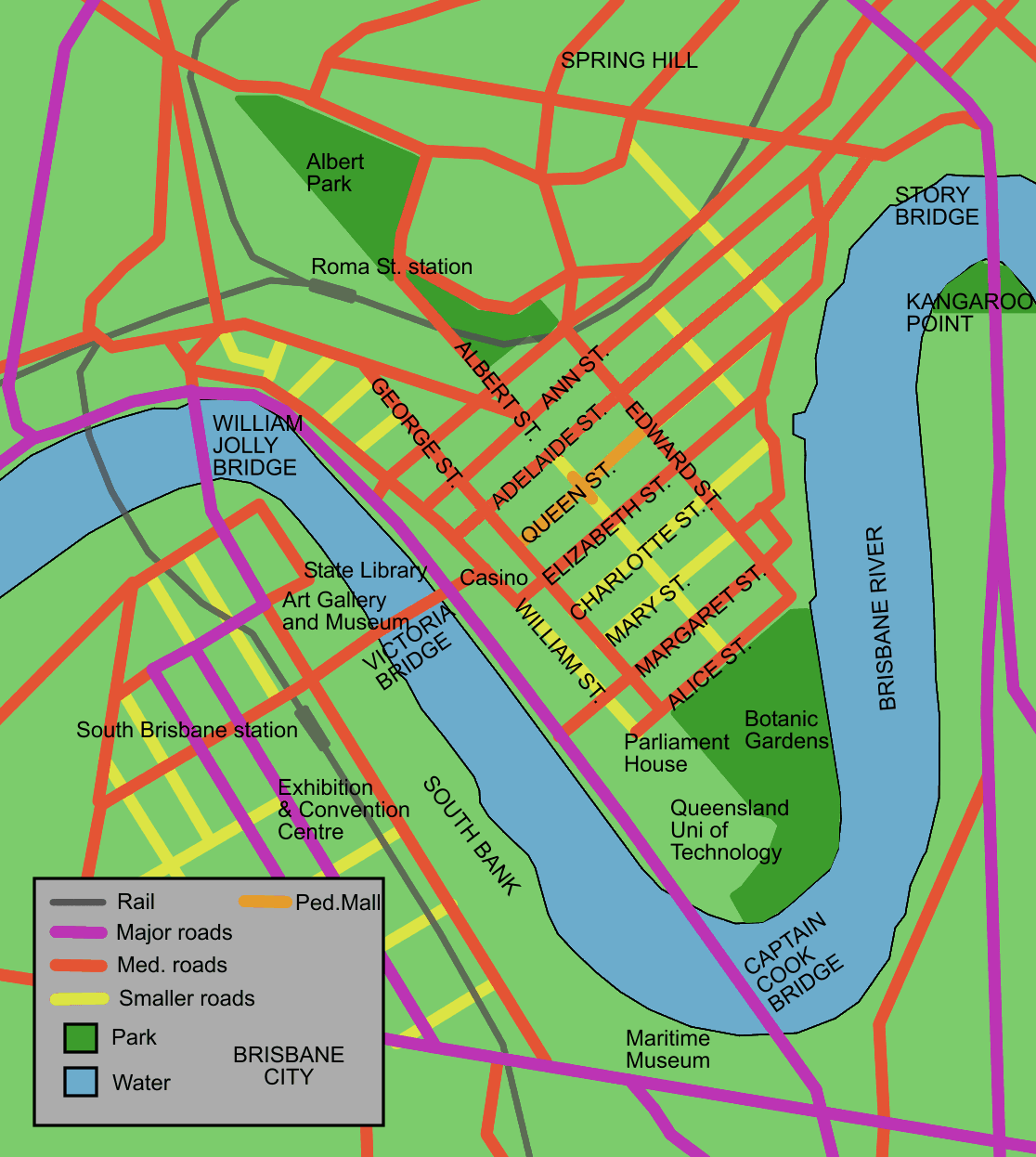
ブリスベンCBDの地図